# 黎中興朝
黎中興朝（越南语：／；1533年－1789年）是越南歷史學家對後黎朝後半葉時期的稱呼。

## 歷史
1527年，權臣莫登庸廢黜黎恭皇，建立莫朝。至此黎初朝滅亡。但後黎朝的遺臣仍然活躍。阮淦逃往哀牢，以琴州為中心，進行反莫行動。1533年，擁立後黎朝宗室黎寧為皇帝，復辟後黎朝，今多稱黎中興朝。黎中興朝據守越南南部，而莫朝擁有越南北部地區，史稱南北朝時代。黎寧沒有任何實權，實權掌握在阮淦手裡。
阮淦死後，其婿鄭檢專權，成為世襲的鄭主。阮淦的兒子阮潢出鎮順化，成為世襲的廣南阮主。1592年，第二代鄭主鄭松攻破昇龍，滅亡莫朝。莫朝殘餘勢力逃往高平。鄭主勢力越來越大，開始淩駕於黎皇之上，甚至可以隨意廢立君主。1627年，廣南阮主與鄭主決裂，爆發鄭阮紛爭。自此阮主雖名義上自稱是黎皇的臣子，但不再向黎廷朝貢。
1672年，鄭阮紛爭以均勢而結束，鄭阮雙方約定以𤅷江為界河，以北為鄭主所轄的北河，以南為阮主所轄的南河。鄭主專心攻打北部的莫氏，阮主則致力於向南開拓領土。1677年，鄭主一舉攻滅莫朝殘餘勢力，鄭柞創立了「入朝不拜、書奏不具名」之例，於黎皇的御座左側設立鄭主的坐椅，後黎朝皇帝完全成為了一個擺設，黎皇僅僅管理禮儀、外交上的事務。
1786年，西山朝將領阮惠以「扶黎滅鄭」的名義北伐，推翻鄭主。西山軍旋即南撤，黎昭統帝得以親政。不過隨即阮有整攫取了大權，並與統治南河的西山朝就乂安之地發生領土衝突。翌年，阮惠再度北伐，殺阮有整。黎昭統帝向清朝求救，清朝於1788年發兵攻打西山朝，初期取得胜利，但其后被西山軍大敗。最終阮惠主動向清朝請和。昭統帝便流亡清朝，後黎朝滅亡。
阮朝建立後，嘉隆帝冊封後黎朝宗室黎維𬓋為延嗣公，主後黎朝祭祀；鄭氏宗親鄭楈主鄭主祭祀，以安撫北城之人。